# Списак споменика културе у Призренском округу
Следи списак споменика културе у Призренском округу.
| ИД      | Слика                                             | Назив                                             | Адреса | Координате                                     | Место                | Градска општина | Општина   | Надлежни завод |
| ------- | ------------------------------------------------- | ------------------------------------------------- | ------ | ---------------------------------------------- | -------------------- | --------------- | --------- | -------------- |
| СК 1366 | Остаци манастира Светих арханђела код Призрена    | Остаци манастира Светих арханђела код Призрена    |        | 42.187654°N 20.780413°E / 42.187654, 20.780413 | Јабланица (Призрен)  |                 | Призрен   | ПРИЗРЕН        |
| СК 1369 | Црква Богородице Љевишке                          | Црква Богородице Љевишке                          |        | 42.211601°N 20.735851°E / 42.211601, 20.735851 | Призрен              |                 | Призрен   | ПРИЗРЕН        |
| СК 1394 | Црква Светог Николе у Великој Хочи                | Црква Светог Николе у Великој Хочи                |        | 42.384368°N 20.676653°E / 42.384368, 20.676653 | Велика Хоча          |                 | Ораховац  | ПРИЗРЕН        |
| СК 1395 | Црква Светог Јована Крститеља у Великој Хочи      | Црква Светог Јована Крститеља у Великој Хочи      |        | 42.384368°N 20.676653°E / 42.384368, 20.676653 | Велика Хоча          |                 | Ораховац  | ПРИЗРЕН        |
| СК 1399 | Остаци тврђаве Душанов град (Каљаја) у Призрену   | Остаци тврђаве Душанов град (Каљаја) у Призрену   |        | 42.209305°N 20.745381°E / 42.209305, 20.745381 | Призрен              |                 | Призрен   | ПРИЗРЕН        |
| СК 1400 | Испосница Св. Петра Коришког                      | Испосница Св. Петра Коришког                      |        | 42.302484°N 21.351879°E / 42.302484, 21.351879 | Кабаш (Призрен)      |                 | Призрен   | ПРИЗРЕН        |
| СК 1401 | Црква Светог Спаса у Призрену                     | Црква Светог Спаса у Призрену                     |        | 42.207843°N 20.743227°E / 42.207843, 20.743227 | Призрен              |                 | Призрен   | ПРИЗРЕН        |
| СК 1402 | Црква Светог Николе у Призрену                    | Црква Светог Николе у Призрену                    |        |                                                | Призрен              |                 | Призрен   | ПРИЗРЕН        |
| СК 1403 | Црква Светог Ђорђа у Средској (Милачићи)          | Црква Светог Ђорђа у Средској (Милачићи)          |        | 42.16668°N 20.857755°E / 42.16668, 20.857755   | Средска              |                 | Призрен   | ПРИЗРЕН        |
| СК 1404 | Црква Свете Богородице у Средској (Пејчићи)       | Црква Свете Богородице у Средској (Пејчићи)       |        | 42.176428°N 20.850503°E / 42.176428, 20.850503 | Средска              |                 | Призрен   | ПРИЗРЕН        |
| СК 1405 | Црква Светог Николе у Мушникову                   | Црква Светог Николе у Мушникову                   |        | 42.175236°N 20.897302°E / 42.175236, 20.897302 | Мушниково            |                 | Призрен   | ПРИЗРЕН        |
| СК 1406 | Црква Свете Петке (Св. Петра и Павла) у Мушникову | Црква Свете Петке (Св. Петра и Павла) у Мушникову |        | 42.175236°N 20.897302°E / 42.175236, 20.897302 | Мушниково            |                 | Призрен   | ПРИЗРЕН        |
| СК 1407 | Црква Светог Николе у Средској (Богошевци)        | Црква Светог Николе у Средској (Богошевци)        |        |                                                | Средска              |                 | Призрен   | ПРИЗРЕН        |
| СК 1408 | Црква Светог Ђорђа у Горњем Селу                  | Црква Светог Ђорђа у Горњем Селу                  |        | 42.177406°N 20.930542°E / 42.177406, 20.930542 | Горње Село (Призрен) |                 | Призрен   | ПРИЗРЕН        |
| СК 1409 | Црква Светог Николе у Средској (Драјчићи)         | Црква Светог Николе у Средској (Драјчићи)         |        | 42.160604°N 20.874621°E / 42.160604, 20.874621 | Средска              |                 | Призрен   | ПРИЗРЕН        |
| СК 1410 | Синан-пашина џамија у Призрену                    | Синан-пашина џамија у Призрену                    |        | 42.208844°N 20.741263°E / 42.208844, 20.741263 | Призрен              |                 | Призрен   | ПРИЗРЕН        |
| СК 1411 | Стари амам у Призрену                             | Стари амам у Призрену                             |        | 42.210775°N 20.741575°E / 42.210775, 20.741575 | Призрен              |                 | Призрен   | ПРИЗРЕН        |
| СК 1414 | Црква Св. Богородице Одигитрије у Мушутишту       | Црква Св. Богородице Одигитрије у Мушутишту       |        |                                                | Мушутиште            |                 | Сува Река | ПРИЗРЕН        |
| СК 1415 | Црква Св. Ђорђа у Речанима                        | Црква Св. Ђорђа у Речанима                        |        | 42.360003°N 20.867322°E / 42.360003, 20.867322 | Речане (Сува Река)   |                 | Сува Река | ПРИЗРЕН        |